# Nagaško hribovje
Nagaško hribovje je hribovje, ki leži na mejnem področju med Indijo in Mjanmaru ter dosega višino okoli 25 m. 